# Leon Mieczysław Zawiejski

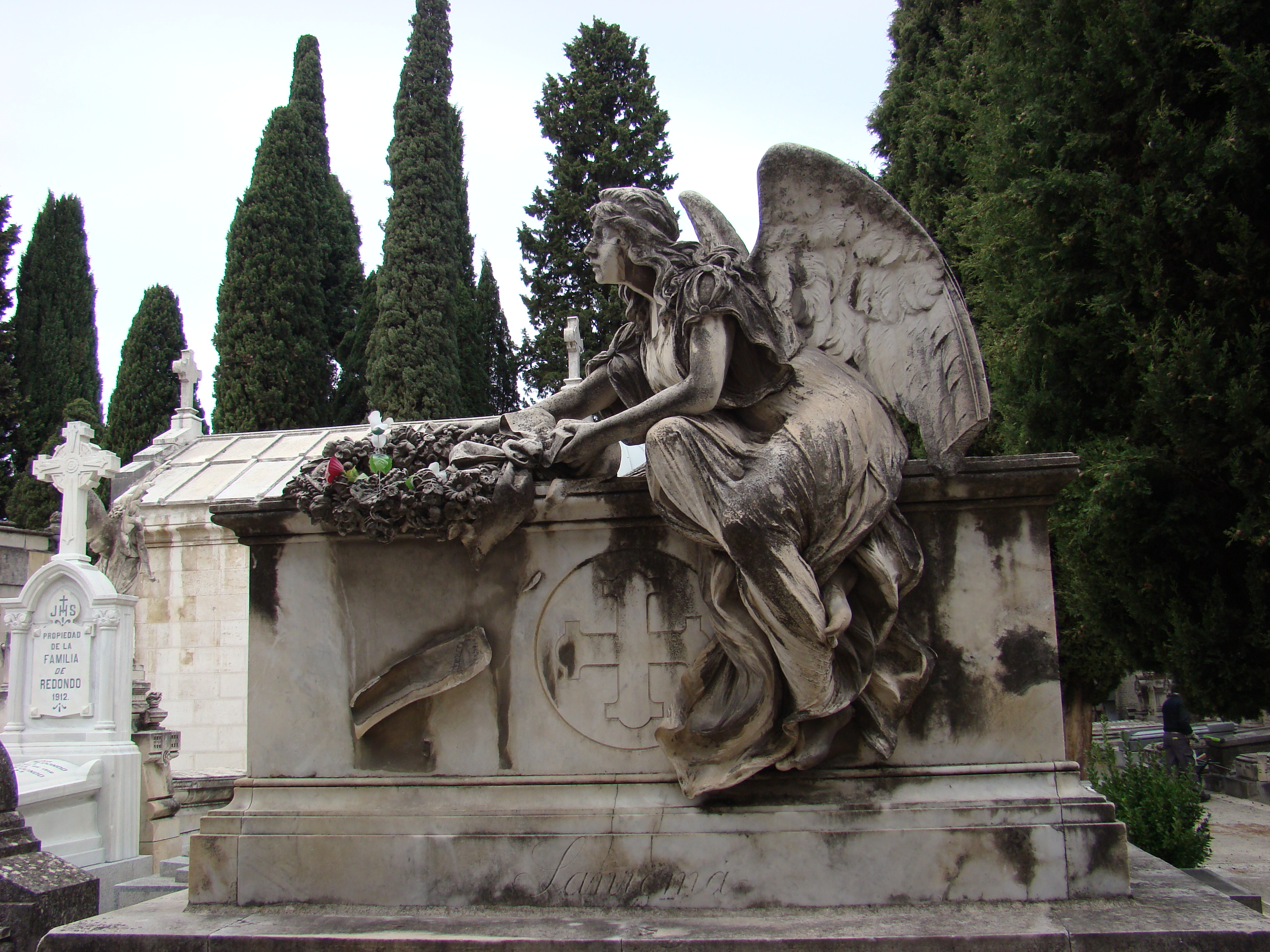
Anioł na grobowcu rodziny Sanromà na cmentarzu Świętego Justusa (cementerio de San Justo) w Madrycie

Leon Mieczysław Zawiejski (ur. 21 lutego 1856 w Krakowie, zm. 3 grudnia 1933) – polski artysta rzeźbiarz.

## Życiorys
Pochodził z trudniącej się kupiectwem zasymilowanej żydowskiej rodziny Feintuchów. Był synem Leona i młodszym bratem architekta Jana. Studiował na Akademii Wiedeńskiej oraz Akademii Sztuk Pięknych we Florencji (Accademia di Belle Arti di Firenze). Pracował we Florencji, Nowym Jorku i Wenecji.
Za wykonaną na florenckiej uczelni głowę Szaleńca został nagrodzony medalem. Wykonał popiersie kardynała Albina Dunajewskiego, znajdujące się w południowym obejściu ambitu katedry na Wawelu, popiersia na elewacji Teatru Miejskiego w Krakowie, będące alegorią Wesołości i Smutku, igury w teatrze krakowskim, a wewnątrz popiersie Karola Kruzera, dobroczyńcy teatru, oraz wiele innych. Jest autorem pomnika Teofila Lenartowicza we Florencji, Aleksandra Szembeka w Parczewie, Józefa Dietla w Krynicy. Jego projekt w konkursie na pomnik Mickiewicza we Lwowie zajął drugie miejsce.